# Aeroportul College Park
Aeroportul College Park (IATA: CGS, ICAO: KCGS, FAA LID: CGS) este un aeroport din College Park⁠(d), Comitatul Prince George's, Maryland, Maryland, Statele Unite ale Americii ce deservește zona Comitatul Prince George's, Maryland. A fost numit după College Park⁠(d).
Situat la o altitudine de 15 m, aeroportul dispune de 1 pistă și ocupă o suprafață de 283.280 m². Este operat de Prince George's County Department of Parks and Recreation⁠(d).

## Infrastructură

### Piste
Aeroportul dispune de o singură pistă. Pista 15/33 are suprafața de asfalt și dimensiunile 2.607 picioare × 60 picioare. 